# Pfakofen
Pfakofen – miejscowość i gmina w Niemczech, w kraju związkowym Bawaria, w rejencji Górny Palatynat, w regionie Ratyzbona, w powiecie Ratyzbona, wchodzi w skład wspólnoty administracyjnej Alteglofsheim. Leży około 23 km na południowy wschód od Ratyzbony, przy drodze B15 i linii kolejowej Ratyzbona–Monachium.

## Dzielnice
W skład gminy wchodzą trzy dzielnice: Pfakofen (2,56 km²), Pfellkofen (5,54 km²) oraz Rogging (7,17 km²).

## Demografia
| Rok  | Liczba mieszk. |
| ---- | -------------- |
| 1970 | 1 035          |
| 1987 | 1 084          |
| 2000 | 1 446          |
| 2005 | 1 548          |

## Oświata
(na 1999)

W gminie znajduje się 75 miejsc przedszkolnych (65 dzieci).